# Peta Rutter
Peta Rutter Elizabeth Gurney (Nueva Zelanda; 31 de diciembre de 1959-ibídem, 20 de julio de 2010) fue una actriz neozelandesa. Fue conocida por su papel de Udonna, la White Mystic Ranger y mentora en Power Rangers Mystic Force. Fue la actriz de mayor edad en tener un papel como Ranger en la historia de la franquicia.

## Muerte
Falleció en julio de 2010 debido a complicaciones de un tumor cerebral.

## Filmografía

### Cine
- This Is Not a Love Story (2002) .... Suzanne
- The Man Footstep (1992) .... Lucie

### Televisión
- Power Rangers Mystic Force (2006) Series de TV .... Udonna / White Power Ranger Mystic
- El joven Hércules
  - "Mamá Dearests" (1998) .... Iambewe
  - "Papá siempre me gustó más" (1998) .... Iambewe
- Riéndose (1991) Series de TV .... Personajes Varios
- Xena: Warrior Princess Series de TV .... una amazona (sin acreditar)